# Île-à-Vache
Île-à-Vache, in creolo haitiano Lilavach, è un comune di Haiti facente parte dell'arrondissement di Les Cayes nel dipartimento del Sud.
Il suo territorio è costituito dall'isola omonima, situata circa 10 km a sud di Les Cayes.